# Condado de Humphreys (Tennessee)
El condado de Humphreys  (en inglés: Humphreys County, Tennessee), fundado en 1809, es uno de los 95 condados del estado estadounidense de Tennessee. En el año 2000 tenía una población de 17.929 habitantes con una densidad poblacional de 13 personas por km². La sede del condado es Waverly.

## Geografía
Según la Oficina del Censo, el condado tiene un área total de 1442 km² (556,8 mi²), de la cual 1378 km² (532 mi²) es tierra y 63 km² (24,3 mi²) es agua.

### Condados adyacentes
- Condado de Houston norte
- Condado de Dickson noreste
- Condado de Hickman sureste
- Condado de Perry sur
- Condado de Benton oeste

## Demografía
En el 2000 la renta per cápita promedia del condado era de $35,786, y el ingreso promedio para una familia era de $42,129. El ingreso per cápita para el condado era de $17,757. En 2000 los hombres tenían un ingreso per cápita de $31,627 contra $20,736 para las mujeres. Alrededor del 10.80% de la población estaba bajo el umbral de pobreza nacional.

## Lugares

### Ciudades y pueblos
- McEwen
- New Johnsonville
- Waverly

### Comunidades no incorporadas
- Hurricane Mills
- Bakerville